# Stade Achille-Hammerel
Le stade Achille-Hammerel est un stade de football luxembourgeois basé à Luxembourg, dans le quartier de Bonnevoie-Nord / Verlorenkost.
Ce stade de 5 814 places accueille les matchs à domicile du Racing FC Union Luxembourg, club évoluant dans le championnat du Luxembourg de football de D1.

## Histoire
Le 6 juin 1971 a eu lieu le premier festival rock du Luxemburg, dont Deep Purple était la tête d’affiche.

## Galerie

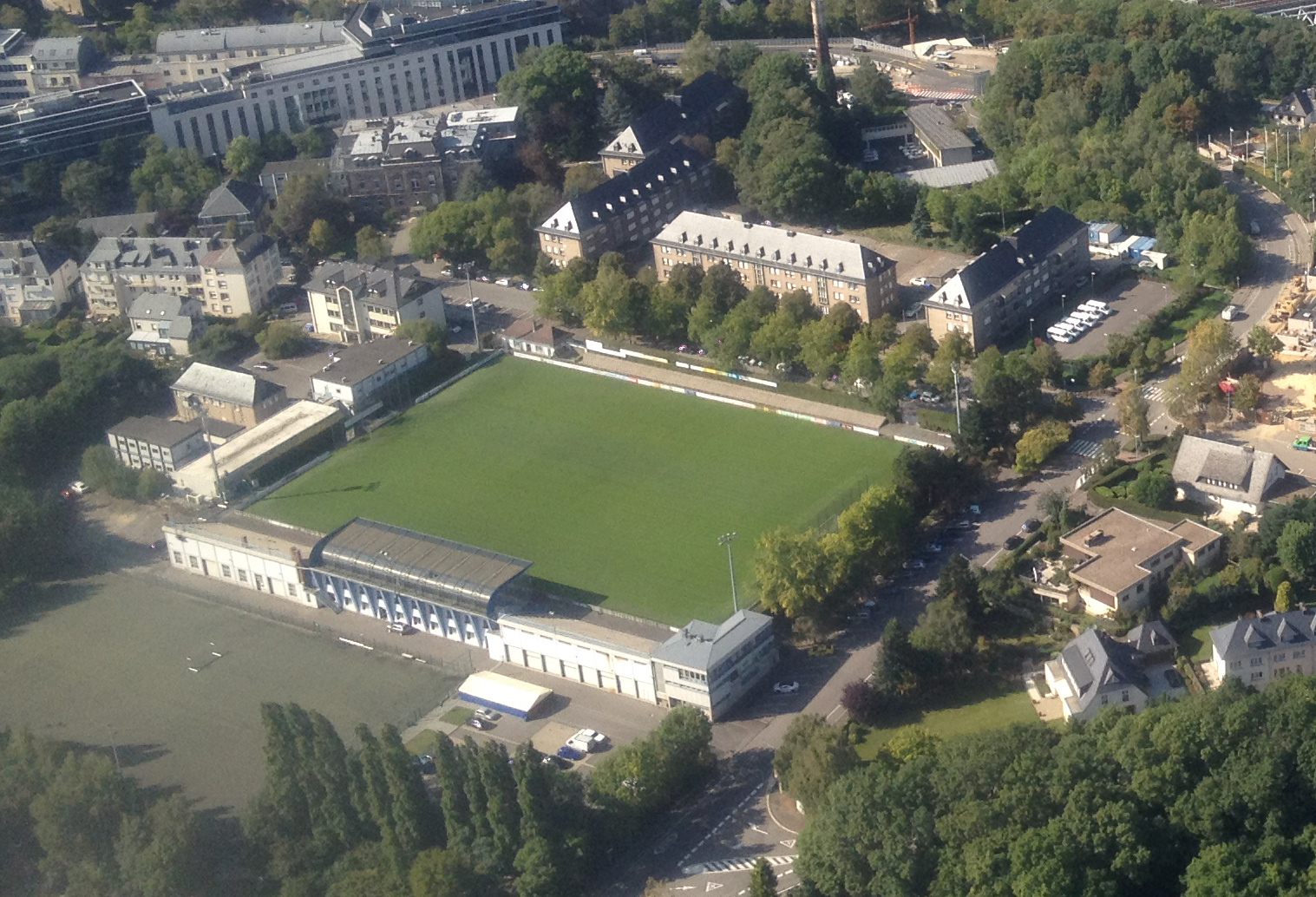
Vue aérienne